# Opferstein (Melzingen)
Der Opferstein ist ein vorgeschichtlicher Rillenstein und ein möglicher Menhir bei Melzingen, einem Ortsteil von Schwienau im Landkreis Uelzen, Niedersachsen.

## Lage
Der Stein befindet sich südöstlich von Melzingen, 85 m südlich der Straße nach Immenhof auf einem Feld. An der Straße ist ein Hinweisschild aufgestellt, am Stein selbst eine Informationstafel.

## Beschreibung
Der Opferstein ist von breiter, rundlicher Form und liegt in annähernd ost-westlicher Richtung auf dem Feld. Er besteht aus grauem Granit und hat eine Länge von 2,2 m, eine Breite von 1,8 m und eine Dicke von 1,14 m. Am westlichen Ende ist eine tiefe Rille eingearbeitet, die eine Hälfte des Steins umläuft. Sie hat eine Breite von 10 cm und eine Tiefe von 11 cm.
Bei Grabungen unter der Leitung von Wolfgang Dietrich Asmus zwischen 1954 und 1957 wurde festgestellt, dass der Opferstein auf einem Rollstein-Pflaster im Zentrum einer Mulde von 30 m Länge und 21 m Breite lag. Die Mulde war ursprünglich wohl von einem flachen Erdwall umgeben. Am östlichen Ende des Steins wurde eine 0,5 m tiefe Grube festgestellt. Vermutlich handelte es sich um eine Standgrube, womit der Stein als ursprünglich aufrecht stehender Menhir anzusprechen wäre.
In der Mulde um den Stein wurden mehrere Funde gemacht. Hierzu gehören ein Beil aus Feuerstein, eine Axt aus Felsgestein, ein Beil aus Bronze sowie zwei unbearbeitete Steine, die von Natur aus an Beile erinnern. Die Funde belegen, dass der Stein von der Jungsteinzeit um 2500 v. Chr. bis in die Eisenzeit um 600 v. Chr. aufgesucht wurde. Im Boden direkt am Stein wurden zehnmal höhere Phosphat-Werte festgestellt als in der Umgebung. Dies wurde von Asmus auf die Niederlegung von Opfergaben zurückgeführt. Der Stein ist somit als regelmäßig aufgesuchter Kultplatz anzusehen.

## Der Stein in regionalen Sagen
Der Name Opferstein geht auf den modernen Volksglauben zurück, dass an dieser Stelle Blutopfer vollzogen worden wären. Nach einer Sage soll das Moos, das um den Stein wächst, nach Blut riechen. Auch soll das Wasser in dem Tümpel einst rot gefärbt gewesen sein. Nach einer anderen Sage soll unter dem Stein ein Schatz vergraben liegen.